# Języki kaddo

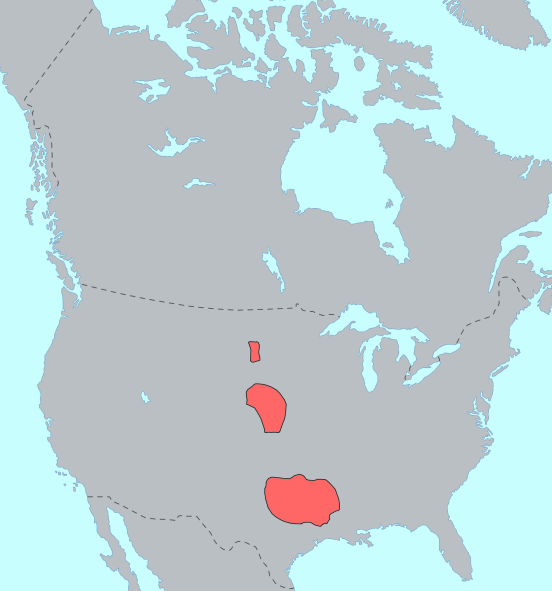
Zasięg języków kaddo

Języki kaddo – rodzina języków autochtonicznych Ameryk, używana przez Indian zamieszkujących Wielkie Równiny w Stanach Zjednoczonych.

## Podział
- grupa południowa
  - kaddo
- grupa północna
  - wichita †
  - języki pawnee–kitsai
    - kitsai †
    - języki pawnee
      - arikara
      - pawnee

Według badań glottochronologicznych grupa północna i południowa oddzieliła się od siebie około 3500 lat temu. Język wichita wyodrębnił się około 2000 lat temu, kitsai 1200 lat temu, a pawnee i arikara 300 do 500 lat temu.

## Obecna sytuacja
Kitsai jest językiem wymarłym, ponieważ jego użytkownicy zostali wchłonięci przez plemię Wichita w XIX wieku. Pozostałe języki kaddo są zagrożone wyginięciem. Kaddo używa około 25 osób, pawnee – 20, akirara – 3, a ostatnia użytkowniczka wichita, urodzona w 1927 roku Doris McLemore, zmarła w 2016 roku.

## Powiązania
Wymarły język adai, znany tylko z listy 285 wyrazów, zapisanej w 1804 roku, mógł być spokrewniony z językami kaddo, brakuje jednak materiałów źródłowych, by to zweryfikować. Również język plemienia Ais, które żyło w sąsiedztwie Kaddo, był prawdopodobnie spokrewniony z językami kaddo.
Niektórzy lingwiści wiążą języki kaddo z językami irokeskimi w ramach proponowanej rodziny markosiouańskiej oraz z językami algonkiańskimi. Jednak na potwierdzenie tych tez również brakuje dowodów i nie są powszechnie uznawane.